# Willeke Alberti
Willeke Alberti, all'anagrafe Willy Albertina Verbrugge (Amsterdam, 3 febbraio 1945), è una cantante e attrice olandese.

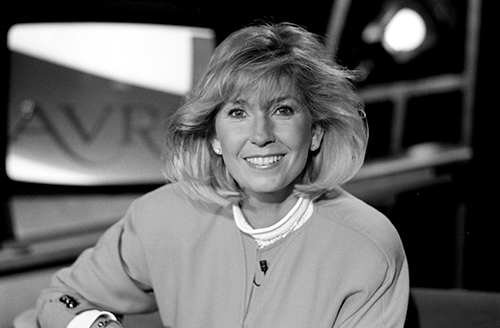
Willeke Alberti in una foto risalente al 1991

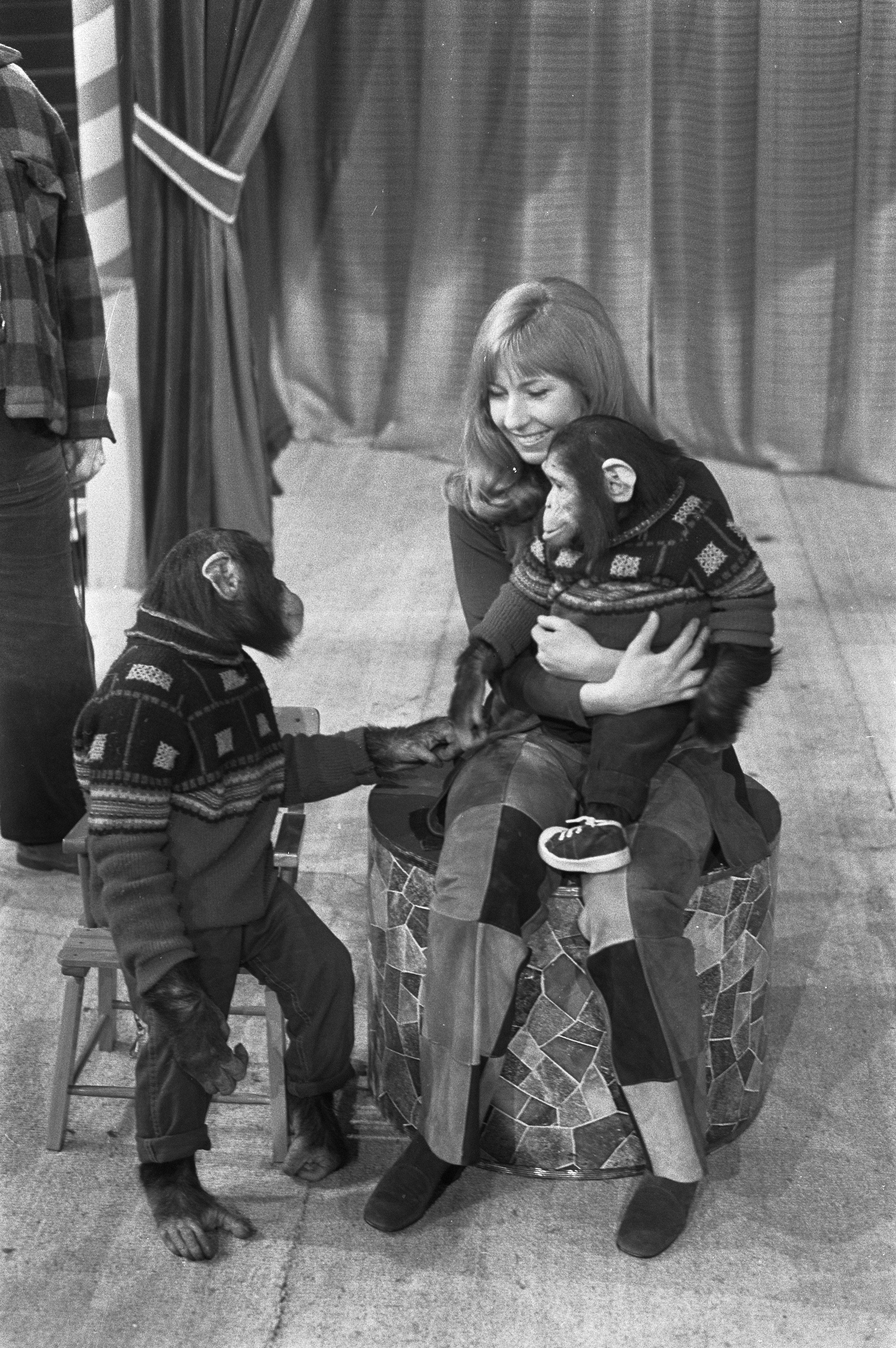
Willeke Alberti al Nationaal Songfestival del 1972

Figlia d'arte (suo padre era il cantante Willy Alberti), come cantante è in attività dalla fine degli anni cinquanta: è interprete soprattutto del genere noto come levenslied ed ha pubblicato - dalla metà degli anni sessanta - una ventina di album.

Tra le sue canzoni più famose, figurano Spiegelbeeld (1963), De winter was lang (1964), Mijn dagboek (1964) e Morgen ben ik de bruid (1966), Telkens weer (1975), Carolientje (1977), Samen zijn (1987). All'inizio della carriera cantava con il padre, con il quale incise due duetti diventati in seguito successi e canzoni classiche: Niemand laat zijn eigen kind alleen (Save your love) (1982) e De glimlach van een kind (1995).
Come attrice, ha partecipato - a partire dall'inizio degli anni settanta - ad una ventina di differenti produzioni, tra cinema e televisione. Tra i suoi ruoli principali, figurano quello di Marleen Spaargaren nella serie televisiva De kleine waarheid (1970-1972) e quello di Josephine van Wickerode nella soap opera Goede tijden, slechte tijden (2008).
È l'ex-moglie del bassista dei Jumping Jewels Joop Oonk, del produttore John de Mol (della Endemol) e del calciatore Søren Lerby ed è la madre dell'attore Johnny de Mol.

## Biografia
Willy Albertina Verbrugge, in seguito nota con il nome d'arte Willeke Alberti, nasce ad Amsterdam il 3 febbraio 1945.
Nel 1992 incide un duetto con il popolare comico, presentatore e cantante Paul de Leeuw, Gebabbel, una cover in olandese di Parole Parole con la quale hanno raggiunto il primo posto della classifica olandese.
Sua figlia è sposata con l'allenatore di calcio ed ex calciatore olandese John van 't Schip.

## Discografia

### Album[4][8][9]
- Kerstmis (1964)
- Willeke (1965)
- Liedjes van Marleen (1971)
- Rooie Sien (1975)
- Vrienden voor altijd (1987)
- Liefde is... (1989)
- Favoriten van toen (1991)
- Een beetje mazzel (1993)
- Zomaar een dag (1994)
- Toen en nu (1994)
- Live in Carré (1996)
- Liedjes voor altijd (1999)
- Heb ik vandaag al gezegd (2006)
- Goud (Live in Carré) (2007)
- 100 Mooiste liedjes van Willy & Willeke Alberti (2008)
- Alle mensen willen liefde (2009)
- 65 - Een muzikaal spiegelbeeld (2010)
- Ik ben er nog (2011)

## Filmografia parziale

### Attrice
- De kleine waarheid (in italiano: "la verità piccola") - serie TV, 26 episodi (1970-1972)
- Uilenspiegel - miniserie TV (1973)
- Oom Ferdinand en de toverdrank (1974)
- Slippers - film TV (1975)
- Rooie Sien (1975)
- Kiss Me Kate - film TV (1975)
- Pygmalion - film TV (1976)
- Lachcarrousel - film TV (1976)
- Medisch Centrum West - serie TV, 2 episodi (1991)
- Goede tijden, slechte tijden - soap opera, 22 episodi (2008)
- Walhalla - serie TV, 1 episodio (2011)
- Alles is familie (2012)